# 1244 Deira
1244 Deira је астероид главног астероидног појаса са пречником од приближно 30,95 .
Афел астероида је на удаљености од 2,575 астрономских јединица (АЈ) од Сунца, а перихел на 2,110 АЈ.
Ексцентрицитет орбите износи 0,099, инклинација (нагиб) орбите у односу на раван еклиптике 8,692 степени, а орбитални период износи 1309,821 дана (3,586 године).
Апсолутна магнитуда астероида је 11,30 а геометријски албедо 0,055.
Астероид је откривен 25. маја 1932. године.